# 羅德 (挪威)
羅德（挪威語：Råde）是挪威东福尔郡的市镇，行政中心为卡尔斯许斯村。市镇面积为119平方公里，人口数量为6,946人（2011年），人口密度为每平方公里58人。